# 沙耶武里水电站
沙耶武里水电站是湄公河下游的一座水力发电站，位于老挝北部城市沙耶武里以东约30公里。预计2019年建成投产。沙耶武里水坝也是湄公河下游计划中的11座水电站中的第一座。
沙耶武里水坝计划作为水电站使用，然而工程从一开始就遭到下游国家及环保人士的抗议。2012年上半年，前期建设展开，但很快由于柬埔寨和越南的抗议而暂停。经过修改设计，2012年11月7日，大坝正式开工。
2019年10月，沙耶武里水电站啟用，開始發電。

## 法律程序
沙耶武里水坝计划是第一个诉诸湄公河委员会“通知、事前协商与协议程序”的干流项目。然而，由于湄公河委员会的四个成员国并未就该计划达成协议，水坝的建设引起了广泛争议。
2010年9月20日，老挝政府将沙耶武里水坝计划通知湄公河委员会。
2010年10月-2011年4月，湄公河委员会就该计划进行事前协商。
2011年4月11日，老挝政府单方面宣布，为期6个月的事前协商程序自动终止。